# الكويت في بطولة العالم لألعاب القوى 2022
تنافست الكويت في بطولة العالم لألعاب القوى 2022 في يوجين بالولايات المتحدة الأمريكية، في الفترة من 15 إلى 24 يوليو 2022.

## نتائج
شاركت الكويت بلاعبين اثنين، واحد من كل جنس.
المفتاح
- Q = مؤهل للدور التالي
- q = مؤهل للدور التالي كخاسر أسرع أو، في مسابقات الميدان، بالمركز دون تحقيق الهدف التأهيلي
- NR = الرقم القياسي الوطني
- PB = أفضل أداء شخصي
- SB = أفضل أداء في الموسم
- N/A = الجولة غير مطبقة على الحدث

### الرجال
أحداث المضمار والطريق
| رياضي        | حدث         | التصيفيات           | التصيفيات           | نصف النهائي | نصف النهائي | النهائي  | النهائي  |
| رياضي        | حدث         | نتيجة               | الترتيب             | نتيجة       | الترتيب     | نتيجة    | الترتيب  |
| ------------ | ----------- | ------------------- | ------------------- | ----------- | ----------- | -------- | -------- |
| يعقوب اليوحة | 110 م حواجز | نظام أسماء النطاقات | نظام أسماء النطاقات | لم يتقدم    | لم يتقدم    | لم يتقدم | لم يتقدم |

### سيدات
أحداث المضمار والطريق
| رياضي        | حدث     | التصيفيات | التصيفيات | نصف النهائي | نصف النهائي | النهائي  | النهائي  |
| رياضي        | حدث     | نتيجة     | الترتيب   | نتيجة       | الترتيب     | نتيجة    | الترتيب  |
| ------------ | ------- | --------- | --------- | ----------- | ----------- | -------- | -------- |
| مضاوي الشمري | 100 متر | 11.91     | 43        | لم يتقدم    | لم يتقدم    | لم يتقدم | لم يتقدم |

## روابط خارجية
- أوريغون 22｜WCH 22｜ألعاب القوى العالمية